# 诗意现实主义
诗意现实主义（法語：Réalisme poétique）是20世纪30年代形成于法国的电影运动。和苏联蒙太奇或法国表现主义电影不同，诗意现实主义并非整齐统一的创作运动，而是当时法国电影制作体现出的抒情化创作趋势。其代表人物包括让·雷诺阿、皮埃尔·舍纳尔、讓·維果、朱利安·迪维维耶、马塞尔·卡尔内。
让·雷诺阿是诗意现实主义运动导演的杰出代表。许多法国影星成为诗意现实主义电影的常客，包括让·迦本、米歇尔·西蒙、茜蒙·仙諾、蜜雪兒·摩根等。

## 特点
诗意现实主义电影都是在摄影棚中摄制，兼具风格化的特点，因而并非纪录片式的社会现实主义，而是一种“再现了的现实主义”。影片往往传达带有宿命论色彩的人生观，带有怀旧和苦涩的基调。主人公是处在社会边缘的失意人物，如失业劳工或是罪犯。他们一度有机会坠入爱河，但最终仍然受挫，以死亡或幻灭作结。诗意现实主义之所以“诗意”，是因为其美学风格往往充满表现力。
诗意现实主义电影并没有强劲的制作班底，但20世纪30年代的法国电影业人才济济，令这类影片产出诸多。这些人才起到重要作用，比如当时最著名的布景设计师拉扎尔·梅尔松；作曲家乔治·奥里克、阿蒂尔·奥涅格、约瑟夫·科斯马、莫里斯·若贝尔；编剧夏尔·斯帕克、賈克·普維等。
诗意现实主义运动对后世的欧洲电影有重要影响，尤其是意大利新现实主义运动和法国新浪潮运动。许多意大利新现实主义导演都曾参与过诗意现实主义电影的制作或是批评，其中最著名者如盧奇諾·維斯孔蒂。

## 代表作
诗意现实主义运动的先驱之作：
- 小丽丝（英语：La Petite Lise）（1930），导演让·格雷米永（英语：Jean Grémillon）
- 操行零分（英语：Zéro de conduite）（1933），导演讓·維果
- 米摩沙公寓（英语：Pension Mimosas）（1934），导演雅克·費代爾
- 外籍兵團（1934），导演雅克·費代爾

20世纪30年代中后期至40年代中后期的诗意现实主义代表作：
- 亞特蘭大號（1934），导演讓·維果
- 天涯海角（英语：La Bandera (film)）（1935），导演朱利安·迪维维耶（英语：Julien Duvivier）
- 弗兰得狂欢节（英语：Carnival in Flanders (film)）（1935），导演雅克·費代爾
- 同心协力（英语：La Belle Équipe）（1936），导演朱利安·迪维维耶
- 低下族（英语：Les Bas-fonds）（1936），导演让·雷诺阿
- 逃犯贝贝（英语：Pépé le Moko）（1937），导演朱利安·迪维维耶
- 大幻影（1937），导演让·雷诺阿
- 人面兽心（1938），导演让·雷诺阿
- 雾码头（英语：Le Quai des brumes）（1938），导演马塞尔·卡尔内
- 北方旅馆（英语：Hôtel du Nord）（1938），导演马塞尔·卡尔内
- 遊戲規則（1939），导演让·雷诺阿
- 天色破晓（英语：Le Jour se lève）（1939），导演马塞尔·卡尔内
- 拖船（英语：Remorques）（1941），导演让·格雷米永
- 夏日时光（英语：Summer Light (film)）（1943），导演让·格雷米永
- 天堂的孩子们（1945），导演马塞尔·卡尔内

## 延伸阅读
- COMOLLI Jean-Louis, « RÉALISME POÉTIQUE, cinéma français », dans Encyclopædia Universalis , consulté le 28 juillet 2019. （页面存档备份，存于）
- PINEL Vincent, "Réalisme poétique" dans PINEL Vincent,  Ecoles, genres et mouvements au cinéma, Larousse, Comprendre et reconnaître, Paris,  2000. p. 184–185